# Тамаш Кашаш
Тамаш Кашаш (угор. Kásás Tamás, 20 липня 1976) — угорський ватерполіст, олімпійський чемпіон.

## Виступи на Олімпіадах
| Олімпіада    | Дисципліна | Місце |
| ------------ | ---------- | ----- |
| Атланта 1996 | водне поло | 4     |
| Сідней 2000  | водне поло | 1     |
| Афіни 2004   | водне поло | 1     |
| Пекін 2008   | водне поло | 1     |
| Лондон 2012  | водне поло | 5     |